# Václav Svěrkoš
Václav Svěrkoš (ur. 1 listopada 1983 w Trzyńcu) – czeski piłkarz występujący na pozycji napastnika.

## Kariera klubowa
Václav Svěrkoš swoją karierę piłkarską rozpoczynał w 1990 roku w drużynie VP Frýdek-Místek. Osiem lat później przeszedł do Baníka Ostrawa, gdzie do 2001 roku grał w drużynie juniorskich, po czym został włączony do pierwszego zespołu. W sezonie 2002/2003 w 26 spotkaniach zdobył czternaście bramek i zajął drugie miejsce w klasyfikacji najlepszy strzelców ligi. Bardzo dobra dyspozycja Czecha sprawiła, że latem 2003 roku trafił on do niemieckiej Borussii Mönchengladbach. W debiutanckim sezonie strzelił dziewięć goli w 31 meczach i był najlepszym strzelcem w zespole. Borussia zajęła wówczas jedenastą pozycję w tabeli Bundesligi. W wygranym 4:2 meczu Pucharu Niemiec przeciwko VfB Stuttgart czeski napastnik zdobył hat-tricka.
W przerwie rozgrywek 2005/2006 Svěrkoš został wypożyczony do Herthy Berlin. Stworzył tam duet napastników z Serbem Marko Pantelicem, jednak ani razu nie udało mu wpisać się na listę strzelców. Svěrkoš powrócił do Borussii, a następnie także na zasadzie wypożyczenia trafił do Austrii Wiedeń. Nie potrafił jednak odzyskać skuteczności, jaką imponował za czasów gry w Baníku. Drużyna z Mönchengladbach postanowiła w końcu sprzedać Svěrkosa do innego klubu. Czech trafił ostatecznie właśnie do Baníka Ostrawa, gdzie został królem strzelców Gambrinus ligi.
7 grudnia 2008 roku po dwutygodniowych negocjacjach Svěrkoš został piłkarzem francuskiego FC Sochaux. Do nowego klubu Czech oficjalnie dołączył w styczniu 2009 roku, a Baník Ostrawa otrzymał za niego dwa i pół miliona euro. Dla Sochaux Svěrkoš rozegrał w sezonie 2008/2009 19 meczów w Ligue 1 i strzelił 8 goli.
W 2011 roku Czech został wypożyczony do Panioniosu Ateny. Po półrocznym pobycie w Grecji zawodnik wrócił do swojego macierzystego klubu Baníku Ostrawa.

## Kariera reprezentacyjna
Svěrkoš ma za sobą występy w młodzieżowych reprezentacjach Czech. Grał na każdym szczeblu wiekowym – od drużyny U-15 do U-21. W 2008 roku czeski zawodnik po raz pierwszy dostał powołanie do dorosłej reprezentacji. 14 maja 2008 roku Karel Brückner powołał go do kadry na Mistrzostwa Europy. W inauguracyjnym meczu turnieju przeciwko Szwajcarii Svěrkoš zastąpił w drugiej połowie Jana Kollera i zdobywając bramkę w 71 minucie zapewnił Czechom zwycięstwo 1:0
W kwietniu 2009 roku Czeska Federacja ogłosiła, że sześciu piłkarzy – Václav Svěrkoš, Tomáš Ujfaluši, Milan Baroš, Radoslav Kováč, Martin Fenin oraz Marek Matějovský nie będą więcej powoływani do czeskiej reprezentacji. Powodem tej decyzji było złamanie regulaminu dyscyplinarnego biorąc udział w imprezie po przegranym 1:2 meczu ze Słowacją. Svěrkoš powrócił jednak do reprezentacji w sierpniu, kiedy to trenerem Czechów był już Ivan Hašek. 9 września strzelił 2 gole w wygranym 7:0 meczu z San Marino.